# Diadegma chrysostictos
Diadegma chrysostictos är en stekelart som först beskrevs av Gmelin 1790.  Diadegma chrysostictos ingår i släktet Diadegma och familjen brokparasitsteklar. Utöver nominatformen finns också underarten D. c. nigrum.